# Heraclia lomata
Heraclia lomata är en fjärilsart som beskrevs av Karsch 1892. Heraclia lomata ingår i släktet Heraclia och familjen nattflyn. Inga underarter finns listade i Catalogue of Life.